# 우명규
우명규(禹命奎, 1936년 1월 19일 ~ )는 대한민국의 공무원, 정치인이다.

## 생애
1960년 동아대학교 토목공학과를 졸업한 그는, 대구시청에서 공직을 시작하였다. 1970년 서울특별시 도시계획과로 전출되어 건설관리국장, 지하철 건설본부장 등을 지냈다. 1993년 3월 서울특별시 부시장으로 승진하였고, 같은 해 12월 경상북도지사가 되었다. 1994년 10월 성수대교 붕괴사고로 경질된 이원종 시장의 후임으로 제28대 서울특별시장이 되었으나 그 역시 결국 성수대교 붕괴에 대한 책임으로 임명된 지 11일 만에 사퇴하였다.

## 학력
- 단북국민학교
- 안계중학교
- 안계농업고등학교
- 1960년 동아대학교 토목공학 학사
- 1968년 국방대학원 행정학 석사
- 1973년 영남대학교 대학원 토목공학과 공학석사
- 1976년 서울대학교 환경대학원 조경학과 공학석사
- 1979년 중앙대학교 대학원 토목공학과 공학박사

## 경력
- 1972년 : 서울특별시 도시계획국 도시계획과장
- 1975년 : 서울특별시 지하철본부 건설과장
- 1976년 : 서울특별시 건설국 도로보수과 과장
- 1978년 : 서울특별시 도시정비국 도시정비담당관
- 1979년 : 서울특별시 지하철 건설본부장
- 1986년 : 서울특별시 건설관리국장
- 1986년 : 서울특별시 종합건설본부장
- 1989년 : 서울특별시 지하철 건설본부장
- 1993년 3월 : 서울특별시 부시장
- 1993년 12월 ~ 1994년 10월 : 제24대 경상북도지사
- 1994년 10월 ~ 1994년 11월 : 제28대 서울특별시장